# Kohei Tomita
Kohei Tomita (født 9. juni 1996) er en japansk fodboldspiller, som spiller for den japanske fodboldklub AC Nagano Parceiro.